# إرنست أليكس
إرنست أليكس (بالألمانية: Ernst Alex)‏ هو عسكري ألماني، ولد في 1 مارس 1915 في Zátor ‏ في التشيك، وتوفي في 25 أكتوبر 1965 في كاسل في ألمانيا.